# جریان دماغه هورن

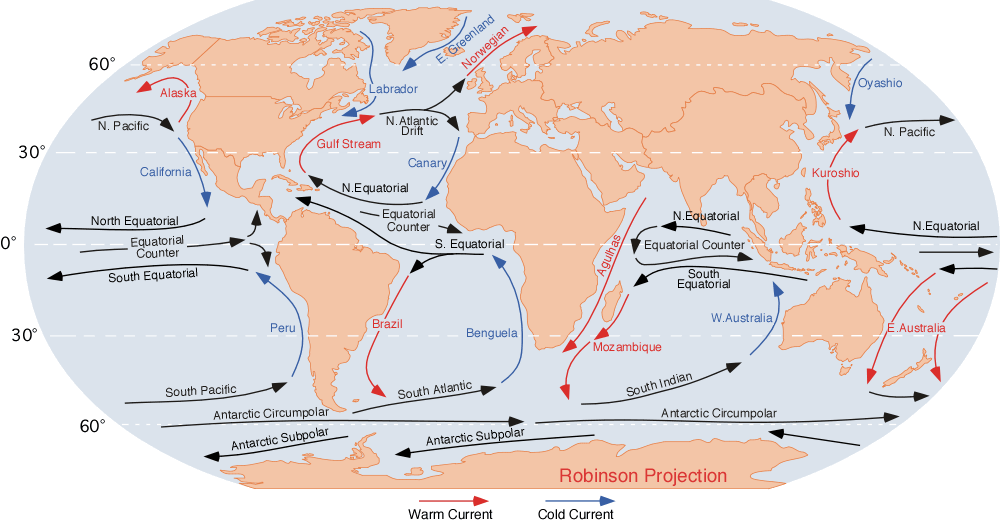
مسیر جریان دماغه هورن روی نقشه

جریان دماغه هورن (انگلیسی: Cape Horn Current) یک جریان اقیانوسی سرد است که در جهت غرب به شرق در پیرامون دماغه هورن جریان دارد. این جریان بر اثر تشدید گردش جریان پیراقطبی جنوبگان در اطراف دماغه هورن پدید آمده است.